# Aeroportul Maniwaki
Aeroportul Maniwaki (IATA: YMW, ICAO: CYMW) este un aeroport din Messines⁠(d), La Vallée-de-la-Gatineau⁠(d), Outaouais⁠(d), Provincia Québec, Canada ce deservește zona Maniwaki⁠(d).
Situat la o altitudine de 201 m, aeroportul dispune de o singură pistă.